# فيليب ويلكينسون
فيليب ويلكينسون (23 أغسطس 1951 - ) (بالإنجليزية: Philip Wilkinson)‏ هو لاعب كريكت بريطاني.

## وصلات خارجية
- فيليب ويلكينسون على موقع إي آس بي آن كريك إنفو (الإنجليزية)